# Luis Ibáñez (zapaśnik)
Luis Alexander Ibáñez Rojas (ur. 10 kwietnia 1983) – kubański zapaśnik walczący w stylu wolnym. Siódmy w mistrzostwach świata w 2003. Cztery medale mistrzostw panamerykańskich, złoto w 2003, 2009 i 2011. Czwarty w Pucharze Świata w 2009 i piąty w 2005 roku.